# توماس شفاب
توماس شفاب (بالألمانية: Thomas Schwab)‏ هو متسابق على الجليد بمزلاجة ألماني، ولد في 20 أبريل 1962 في بيرتشسغادن في ألمانيا.

## وصلات خارجية
- توماس شفاب على موقع أوليمبيديا (الإنجليزية)